# Бисер Бојане (2. сезона)
Друга сезона телевизијске серије Бисер Бојане емитовала се од 9. новембра до 28. децембра 2019. године на мрежи РТС 1. Друга сезона се састоји од 8 епизода.

## Радња
У романтичној акционој комедији "Бисер Бојане 2" следи наставак авантура добро знаних јунака - Ђорђа Поповића, његовог оца Николе и тетке Зорке, инспектора Рајка и његове ћерке Лоле, Матије, Сандре, Ђованија, као и мноштва атрактивних младића и девојака, кајтера, који обитавају у кампу...
Лик нове инспекторке Чарне такође уноси доста немира међу криминалце, али и полицајце, јер је она бескомпромисна у намери да што савесније обавља свој посао.
Друга сезона, састављена од осам епизода, поред љубавних заврзлама и занимљивих мелодрамских обрта, имаће и израженији крими заплет чији су кључни покретачи контроверзни бизнисмени.

## Улоге
| Глумац                  | Улога                        |
| ----------------------- | ---------------------------- |
| Славен Дошло            | Ђорђе Поповић                |
| Вања Ненадић            | Лола                         |
| Милутин Караџић         | Никола Поповић               |
| Младен Нелевић          | Рајко                        |
| Слобода Мићаловић       | инспекторка Чарна Благојевић |
| Душан Ковачевић         | Мићун                        |
| Миона Марковић          | Ема                          |
| Андрија Милошевић       | Матија Лакићевић             |
| Андреа Мугоша           | Јована                       |
| Дубравка Вукотић Дракић | Зорка                        |
| Павле Поповић           | Ђовани                       |
| Оливера Бацић           | Бојана                       |
| Горан Шушљик            | Олег                         |
| Александар Радојичић    | Небојша                      |
| Јована Гавриловић       | Марија                       |
| Јелена Ђукић            | Оља                          |
| Вуле Марковић           | Ћеки                         |
| Омар Курспамхић         | Бошко                        |
| Нела Михаиловић         | Мелина                       |
| Мирко Влаховић          | Шефкет                       |
| Марија Лабудовић        | Софија                       |
| Андрија Кузмановић      | Орхан                        |
| Милош Пејовић           | Мурат                        |
| Момо Пићурић            | Рако                         |
| Војислав Кривокапић     | Обрен                        |
| Вања Јовићевић          | Нина                         |

## Епизоде
| Бр. еп. (укупно) | Бр. еп. (у сезони) | Наслов        | Редитељ       | Сценариста                    | Премијера          |
| --- | ------------------ | ------------- | ------------- | ----------------------------- | ------------------ |
| 5 | 1                  | „Епизода 2.1” | Милан Караџић | Милица Јевтић и Милена Деполо | 9. новембар 2019.  |
| 6 | 2                  | „Епизода 2.2” | Милан Караџић | Милица Јевтић и Милена Деполо | 16. новембар 2019. |
| Инспектор улцињске полиције, Рајко, упозорава Чарну, шефицу полиције, да је окорели криминалац Никола Поповић вратио у Црну Гору. Чарна му каже да је Никола сада дошао као бизнисмен спреман да улаже у хотеле и да би Рајку било боље да обрати пажњу на повећану нарко дилерску активност на улцињским плажама.Николу Поповића посетио је његов син Ђорђе, али је Никола јако незадовољан због тога што је Ђорђе напустио лекарску специјализацију у Бостону и дошао у Улцињ. |                    |               |               |                               |                    |
| 7 | 3                  | „Епизода 2.3” | Милан Караџић | Милица Јевтић и Милена Деполо | 23. новембар 2019. |
| Никола се брине због тога што се његов син Ђорђе вратио из Бостона, са лекарске специјализације, у Црну Гору. Будући да Никола због своје криминалне прошлости има пуно непријатеља, он страхује за синовљеву судбину. Распитује се и о томе ко је девојка која се допада Ђорђу и да ли је раскинуо интимну везу са Лолом. С друге стране, Лоли тај раскид није нимало пријатан. Улцињска полиција је у брзој акцији успела да пронађе велику количину марихуане коју су шверцовали локални дилери.                                                                                                   |                    |               |               |                               |                    |
| 8 | 4                  | „Епизода 2.4” | Милан Караџић | Милица Јевтић и Милена Деполо | 30. новембар 2019. |
| Инспекторка Чарна даје Рајку задатак да држи погранични рејон везан за шверц дроге, јер сумња да корумпирани полицајци имају учешћа у тим незаконитим пословима. Ђорђе је помало сумњичав што се његова нова девојка толико распитује о његовом оцу, Николи. С друге стране, Никола критикује свог сестрића Ђованија. Требало би да се Ђовани бави поштеним послом - рибарењем. Ђовани се супротставља свом ујаку, јер би и он волео да се као Никола окуша у озбиљном бизнису. |                    |               |               |                               |                    |
| 9 | 5                  | „Епизода 2.5” | Милан Караџић | Милица Јевтић и Милена Деполо | 7. децембар 2019.  |
| Инспекторка Чарна саопшти полицајцу, за којег сумња да сарађује са људима који су са друге стране закона, да поручи криминалцу Матији да она будно прати на сваки његов потез. Ђорђе је отишао код Лоле. Изјави јој колико му је она важна. Извини јој се што га је видела како са другом девојком размењује нежности. Каже јој да се вратио у Улцињ само збг ње и да му је пуно недостајала док је био на лекарској специјализацији у Бостону. Међутим, Ђорђе открије да је код Лоле сакривена дрога и то га додатно узнемири. Отац му је криминалац а сада је у те воде отишла и девојка коју воли. |                    |               |               |                               |                    |
| 10 | 6                  | „Епизода 2.6” | Милан Караџић | Милица Јевтић и Милена Деполо | 14. децембар 2019. |
| Атрактивна девојка која се наметала младом лекару Ђорђу заправо је инспекторка Интерпола, која је то чинила само да би се што више приближила Николи, Ђорђевом оцу, човеку богате криминалне прошлости. Она каже Ђорђу да је понудила Николи нагодбу уколико врати украдени накит. Ђорђе оде код Николе и убеђује га да прихвати нагодбу коју му нуди Интерпол. Никола није сагласан са тим предлогом. Лола очајнички покушава да се ослободи дроге свог пријатеља коју чува у кући. Због открића да је дрога у њеној кући, Лолина емотивна веза са Ђорђем нашла се на великим искушењима.            |                    |               |               |                               |                    |
| 11 | 7                  | „Епизода 2.7” | Милан Караџић | Милица Јевтић и Милена Деполо | 21. децембар 2019. |
| Инспектор улцињске полиције, Рајко, открио је кријумчаре кокаина прерушене у сељаке. Том приликом нађе се у заседи криминалаца који су на њега и његове колеге отворили оружану паљбу. Међу нападачима је и Ђовани, младић који је сестрић Николе, Рајковог архинепријатеља. Криминалац Матија је побеснео због Рајкове акције, поготово због тога што је то била дрога криминалаца који су пуно опаснији од њега. Криминалци траже слабе Рајкову тачку и дођу до закључка да је то његова ћерка - Лола.                                                                                              |                    |               |               |                               |                    |
| 12 | 8                  | „Епизода 2.8” | Милан Караџић | Милица Јевтић и Милена Деполо | 28. децембар 2019. |
| Ђорђа је отац, Никола, закључао у хотелску собу не би ли га тако заштитио од опасних криминалаца. Ђорђе, међутим, побегне из собе. Оде до Лолине приколице, али тамо од Ђованија сазна да је Лола отета. Инспекторка Чарна се удружи са Николом, контроверзним бизнисменом, и спрема се за обрачун са криминалном групом која је киднаповала Рајка, Лолиног оца. Криминалци траже да има Рајко открије где се налази дрога коју је он одузео од кријумчара. Ако Рајко неће да сарађује са њима они му запрете да ће озледити Лолу.                                                                    |                    |               |               |                               |                    |